# Agrostis bacillata
Agrostis bacillata é uma espécie de gramínea do gênero Agrostis, pertencente à família Poaceae.